# Dariusz Czajkowski
Dariusz Czajkowski (ur. 7 lutego 1963 w Białymstoku) – polski sędzia, wykładowca w Krajowej Szkole Sądownictwa i Prokuratury. W 2018 prezydent Andrzej Duda powołał go do pełnienia urzędu sędziego Sądu Najwyższego w Izbie Kontroli Nadzwyczajnej i Spraw Publicznych. 

## Życiorys
W 1986 r. ukończył wyższe studia prawnicze na Wydziale Prawa i Administracji Uniwersytetu Warszawskiego. W latach 1990–1992 odbył aplikację prokuratorską w Ostrołęce, po czym został powołany na stanowisko prokuratora, a w grudniu 1996 r. na stanowisko sędziego Sądu Wojewódzkiego w Ostrołęce w wydziale karnym. Od listopada 2012 objął stanowisko sędziego Okręgowego w Białymstoku. Początkowo orzekał w VIII Wydziale Karnym Odwoławczym, a następnie w III Wydziale Karnym, w którym pełnił funkcję Przewodniczącego Wydziału. 21 maja 2008 r. został powołany do pełnienia urzędu na stanowisko sędziego Sądu Apelacyjnego w Białymstoku. Orzekał w II Wydziale Karnym, pełniąc od 28 marca 2017 r. funkcję przewodniczącego wydziału. W latach 2012–2015 orzekał w Sądzie Najwyższym jako sędzia delegowany w izbie karnej. 1 lipca 2018 r. został powołany na stanowisko sędziego Sądu Dyscyplinarnego przy Sądzie Apelacyjnym w Białymstoku.
W latach 2016–2018 był członkiem Komisji Egzaminacyjnej do przeprowadzenia egzaminu sędziowskiego. Od 2018 r. jest wykładowcą w Krajowej Szkole Sądownictwa i Prokuratury.  
Jego orzeczenia były publikowane w biuletynie „Orzecznictwo Sądów Apelacji Białostockiej” i w „Zbiorze orzeczeń Sądu Najwyższego”. Publikuje w dzienniku Rzeczpospolita
10 października 2018 został powołany na stanowisko sędziego Sądu Najwyższego. Od 24 października 2018 do 20 lutego 2019 r. pełnił obowiązki prezesa Izby Kontroli Nadzwyczajnej i Spraw Publicznych SN. Jest zastępcą przewodniczącego Wydziału I w Izbie SN.
W 2020 r. wydał książkę pt. Zanim zostaniesz sędzią. O sędziowskiej pasji i sumieniu, z rysunkami sędziego Arkadiusza Krupy.

## Nagrody i wyróżnienia
- „Sędzia Europejski 2008” – wyróżnienie[12]
- „Sędzia Europejski 2010” – laureat